# Convent de Santa Clara (Lerma)
El Convent de Santa Clara o Monestir de l'Ascensió del nostre Senyor és un cenobi situat a la plaça de Santa Clara de Lerma, a la Província de Burgos.

## Edifici
La façana és austera; té una porta amb pilastres i blasons dels Padilla, Sandoval i Rojas. L'espadanya és barroca amb dos buits i volutes. Consta d'una nau amb creuer i cripta per l'enterrament de la comunitat. Es poden veure en el temple cinc llenços de Bartolomé Carducho. Darrere del reixat de clausura hi ha busts i reliquiaris del segle xvii. El retaule té columnes llises amb capitells corintis i un relleu central romànic amb l'Ascensió, flanquejat per Santa Clara i Francesc d'Assís; a l'àtic, un Calvari.

## Història
Va ser el primer convent que es va construir en la localitat, l'any 1604, fundat per Mariana de Padilla Manrique, esposa de Cristóbal Gómez de Sandoval i de la Truja i nora del Francisco Gómez de Sandoval-Rojas y de Borja. A l'església, el 1610, fou batejada la infanta Margarita Francisca, filla de Felip III de Castella, que moriria el 1617. Va estar regit des de la seva fundació per monges franciscanes clarisses però al desembre de 2010 el monestir va passar a ser una de les seus del nou institut religiós denominat Iesu Communio, en el qual es va confirmar com superiora general a Sor Verònica.
Més de 250 monges joves van ser iniciades en la vida religiosa per la mestra de novícies Sor Verónica, la majoria amb estudis universitaris i vingudes de tot Espanya. El 2016 aquesta comunitat religiosa es va traslladar al monestir de Sant Pere Regalado perquè a causa de l'increment de vocacions aquest edifici havia quedat petit.